# Francis Kurkdjian
Francis Kurkdjian (* 14. Mai 1969 in Paris) ist ein französischer Parfümeur armenischer Herkunft und gilt seit 2001 als der erste zeitgenössische Parfümeur, der maßgefertigte Düfte anbietet.

## Leben
Vor seiner Karriere als Parfümeur studierte Kurkdjian klassisches Klavier sowie Ballett, doch entschied sich im Jahre 1985 Parfümeur zu werden. 1993 beendete er seine Ausbildung an der ISIPCA (Institut supérieur international du parfum, de la cosmétique et de l’aromatique alimentaire) in Versailles. Im selben Jahr trat Kurkdjian dem Duftstoffproduzenten „Quest International“ bei. Mit 25 Jahren kreierte er im Jahr 1995 den Duft „Le Mâle“ für Jean Paul Gaultier. Seitdem hat Kurkdjian über 40 Düfte für namhafte Marken wie Escada, Dior, Yves Saint Laurent, Versace oder Giorgio Armani kreiert.
Zusammen mit Marc Chaya eröffnete er 2009 in Paris das Parfümhaus „Maison Francis Kurkdjian“, unter dessen Namen parfümierte Luxus-Produkte hergestellt werden. Der Preis für einen von Kurkdjian maßgefertigten Duft beginnt ab 12.000 US-Dollar.
Seit Ende 2021 ist Kurkdjian Parfum Creation Director bei Christian Dior und beerbte dort François Demachy, der ab 2006 für die Marke tätig war.
Die 2023er Amazon-Dokumentation „Inside the dream“ zeigt Kurkdjian bei der Kreation des neuen Damenduftes „J'adore L'Or“ und veranschaulicht seine Arbeit bei Dior im Detail.
Neben diversen neuen Ausführungen der „La Collection Privée“ kreierte Kurkdjian jüngst eine Neuinterpretation des Herrenklassikers „Sauvage“ (2015), namens „Sauvage Eau Forte“, welche im September 2024 lanciert wurde. Dieser Duft auf Wasserbasis ist ohne Alkohol. Diese für Dior exklusiv entwickelte und patentierte Technologie ist bisher einzigartig im Segment Herren-Designerduft.

## Auszeichnungen
- 2001: François Coty Preis
- 2009: Ordre des Arts et des Lettres

## Auswahl an Kreationen
| - 1995: Jean Paul Gaultier, Le Mâle - 1999: Elizabeth Arden, Green Tea - 1999: Jean Paul Gaultier, Fragile - 2000: Escada, Lily Chic, year 2000 Edition - 2001: Lancôme, Miracle Homme - 2002: Giorgio Armani, Armani Mania - 2002: Versace, Versus Time for pleasures - 2002: Yves Saint Laurent, Kouros Eau d’été - 2002: Kenzo, KenzoKi Lotus blanc - 2003: Versace, Jeans couture Glam - 2003: Narciso Rodriguez, For Her - 2004: Yves Saint Laurent, Kouros Cologne Sport - 2004: Acqua di Parma, Iris Nobile - 2004: Emanuel Ungaro, Apparition - 2004: Joop!, Muse - 2005: Dior, Cologne Blanche and Eau Noire - 2005: Jean Paul Gaultier, Gaultier Puissance 2 - 2005: Davidoff, Silver Shadow - 2005: Guerlain, Rose Barbare - 2006: Papier d’Arménie, Arménie - 2006: Ferragamo, F by Ferragamo - 2006: Lanvin, Rumeur - 2007: Christian Lacroix, C’est la fête - 2007: Indult, Isvaraya; Manakara; Thiota - 2007: Emanuel Ungaro, Le Parfum - 2011: Elie Saab, Le Parfum - 2012: Elie Saab, Le Parfum, eau de toilette - 2013: Carven, Le Parfum - 2013: Maison Francis Kurkdjian, Oud Cashmere Mood - 2013: Maison Francis Kurkdjian, Oud Silk Mood - 2013: Maison Francis Kurkdjian, Oud Velvet Mood - 2014: Maison Francis Kurkdjian, Baccarat Rouge 540 - 2015: Maison Francis Kurkdjian, Oud Satin Mood - 2016: Kenzo, Kenzo World - 2017: Maison Francis Kurkdjian, Aqua Celestia - 2019: Maison Francis Kurkdjian, Gentle Fluidity Gold - 2019: Maison Francis Kurkdjian, Gentle Fluidity Silver - 2020: Maison Francis Kurkdjian, L'Homme À la Rose - 2022: Maison Francis Kurkdjian, 724 - 2023: Dior, Dioriviera |

Mit der Eigenmarke „Maison Francis Kurkdjian“ kreierte Kurkdjian unter anderem die Düfte Aqua Universalis (2009), Cologne pour le matin (2009), Absolue pour le matin (2010), Amyris homme (2012) und OUD silk mood (2013).